# Peltophryne
Peltophryne é um género de anfíbios da família Bufonidae. É endémico das Grandes Antilhas.

## Espécies
- Peltophryne armata Landestoy T., Turner, Marion, and Hedges, 2018
- Peltophryne cataulaciceps (Schwartz, 1959)
- Peltophryne dunni (Barbour, 1926)
- Peltophryne empusa Cope, 1862
- Peltophryne florentinoi (Moreno and Rivalta, 2007)
- Peltophryne fluviatica (Schwartz, 1972)
- Peltophryne fustiger (Schwartz, 1960)
- Peltophryne guentheri (Cochran, 1941)
- Peltophryne gundlachi (Ruibal, 1959)
- Peltophryne lemur Cope, 1869
- Peltophryne longinasus (Stejneger, 1905)
- Peltophryne peltocephala (Tschudi, 1838)
- Peltophryne ramsdeni (Barbour, 1914 )
- Peltophryne taladai (Schwartz, 1960)